# Émancipée
Pour plus de détails, voir Fiche technique et Distribution.
Émancipée (titre original : The Real Adventure) est un film américain réalisé par King Vidor, sorti en 1922.

## Synopsis
Rose Stanton, après son mariage avec Rodney Aldrich, réalise qu'il ne s'intéresse pas à son intellect. Elle entreprend des études de droit pour l'aider dans son travail, mais lorsqu'il se moque de ses intentions, elle le quitte, bien décidée à se prouver à elle-même qu'elle est l'égale de son mari. À New York, Rose devient une « chorus girl », puis a l'occasion de dessiner les costumes de spectacles à Broadway. Elle ouvre bientôt un magasin, mais alors qu'elle est sur le point de signer un contrat à Broadway, Rodney lui dit son admiration, et elle accepte de revenir à sa carrière de femme et de mère.

## Fiche technique
- Titre original : The Real Adventure
- Titre français : Émancipée
- Réalisation : King Vidor
- Scénario : Mildred Considine, d'après le roman éponyme de Henry Kitchell Webster
- Photographie : George Barnes
- Production : Arthur S. Kane
- Société de production : Florence Vidor Productions
- Société de distribution : Associated Exhibitors
- Pays de production :  États-Unis
- Langue originale : anglais
- Format : Noir et blanc - 35 mm - 1,37:1 - Muet
- Genre : Comédie dramatique
- Durée : 50 minutes (5 bobines)
- Dates de sortie : 
  - États-Unis : 28 mai 1922
  - France : 16 mai 1924

## Distribution
- Florence Vidor : Rose Stanton
- Clyde Fillmore : Rodney Aldrich
- Nellie Peck Saunders : Mme Stanton
- Lilyan McCarthy : Portia
- Philip Ryder : John Walbraith